# Oh My Gawd
Oh My Gawd è un singolo del cantante nigeriano Mr Eazi e del gruppo musicale statunitense Major Lazer, pubblicato il 10 settembre 2020 come primo estratto dal secondo EP di Mr Eazi Something Else e come sesto estratto dal quarto album in studio di Major Lazer Music Is the Weapon. 
Il brano vede la partecipazione della rapper trinidadiana Nicki Minaj e del cantante nigeriano K4mo.

## Pubblicazione
I Major Lazer e Minaj hanno annunciato la collaborazione il 4 settembre 2020 sui loro canali social.

## Video musicale
In concomitanza con l'uscita del singolo è stato reso disponibile un lyric video, seguito da un dance video pubblicato il 12 settembre successivo.

## Tracce
Testi e musiche di Anthony Kelly, Dave Kelly, Fred Gibson, Oluwatosin Oluwole Ajibade, Onika Maraj e Thomas Pentz.
1. Oh My Gawd (feat. Nicki Minaj e K4mo) – 3:00